# Thomas Schmitt (Geograph)
Thomas Matthias Schmitt (* 1968) ist ein deutscher Geograph, der an der Ruprecht-Karls-Universität Heidelberg als Professor für Kulturelles Erbe und Kulturgüterschutz lehrt.

## Leben
Schmitt studierte Geographie und des Weiteren Physik, Volkswirtschaftslehre, Philosophie und Religionswissenschaften in Saarbrücken und München. Er wurde im 2002 an der TU München zum Thema „Moscheen in Deutschland. Konflikte um ihre Errichtung und Nutzung“ promoviert. Nach beruflichen Tätigkeiten bei der Zukunftswerkstatt Saar e.V., einem Verein mit Schwerpunkten in Nachhaltigkeit, Förderung der Lokalen Agenda 21, nachhaltige Energieversorgung sowie Soziokultur und im Sonderforschungsbereich „Lokales Handeln in Afrika im Kontext globaler Einflüsse“ an der Universität Bayreuth habilitierte sich Schmitt 2009/2010 am Geographischen Institut der Universität Bonn mit dem Thema „Cultural Governance. Zur Kulturgeographie des UNESCO-Welterberegimes“. Dann arbeitete Schmitt am Max-Planck-Institut zur Erforschung multireligiöser und multiethnischer Gesellschaften in Göttingen. Von 2012 bis 2020 war er am Institut für Geographie der Universität Erlangen-Nürnberg beschäftigt. 2014/15 vertrat er den Lehrstuhl für Humangeographie an der Universität Augsburg. Zum Sommersemester 2020 wechselte Schmitt als Professor für Sozialraumorientierung für die Soziale Arbeit an die Ostfalia Hochschule für angewandte Wissenschaften. Zum Wintersemester 2020/2021 wurde er als Professor für „Cultural Heritage und Kulturgüterschutz“ an die Ruprecht-Karls-Universität Heidelberg berufen.

## Arbeit
Schmitt forscht und Lehrt zur Stadtplanung und Regionalentwicklung. Er verfolgt soziokulturelle Ansätze.

## Schriften
- Schmitt u. a. (2016): Diversity and Contact. Immigration and Social Interaction in German Cities (Global Diversities Series). Palgrave Macmillan. London ISBN 978-1137586025
- Schmitt (2015): UNESCO as a Red Cross or as a notary of World Heritage? Structures, scale-related interactions and efficacy of UNESCO’s World Heritage regime Göttingen: Max Planck Institute for the Study of Religious and Ethnic Diversity (S. 43)
- Schmitt u. a. (2012): The “Diversity and Contact” (DIVCON) ISSN 2192-2357 Max Planck Institute for the Study of Religious and Ethnic Diversity (S. 286)
- Schmitt (2011): Cultural Governance. Zur Kulturgeographie des UNESCO-Welterberegimes (Reihe Erdkundliches Wissen Bd. 149), Stuttgart: Franz-Steiner-Verlag.[5]
- Schmitt (2011): Cultural Governance as a research framework. Max Planck Institute for the Study of Religious and Ethnic Diversity.
- Schmitt (2003): Moscheen in Deutschland. Konflikte um ihre Errichtung und Nutzung (= Forschungen zur deutschen Landeskunde) Bd. 252, zgl. Diss. TU München 2002. Flensburg. Moscheen in Deutschland (pdf)